# Самонов, Никонор Иванович
Никонор Иванович Самонов (25 июля 1898 года, дер. Прилепы, Орловская губерния — 22 ноября 1972 года, Харьков) — советский военный деятель, Генерал-майор (1942 год).

## Биография
Никонор Иванович Самонов родился 25 июля 1898 года в деревне Прилепы (ныне — Мценского района Орловской области).

### Гражданская война
В 1917 году был призван в ряды Русской Императорской армии и был направлен в Белевский запасной полк, дислоцированный в городе Белев, а вскоре рядовым был направлен в Вирейский полк, после чего принимал участие в боевых действиях на Румынском фронте в районе Аккермана.
В ноябре 1918 года был призван в ряды РККА и направлен красноармейцем в 1-й запасный Маршанский полк, а затем в составе 21-го стрелкового полка принимал участие в боевых действиях под Курском и на Дону против войск под командованием генерала А. И. Деникина.

### Межвоенное время
В ноябре 1920 года был направлен на учёбу в 5-ю пехотную школу им. Замоскворецких рабочих, дислоцированную в Киеве, после окончания которой в сентябре 1923 года был направлен в 66-й стрелковый полк (22-я стрелковая дивизия, Северокавказский военный округ), дислоцированный в Краснодаре, где служил на должностях младшего командира-стажёра, командира взвода и помощника командира роты, а в октябре 1925 года был назначен на должность командира роты 64-го стрелкового полка. С августа по сентябрь 1925 года принимал участие в боевых действиях против бандформирований на территории Чечни и Дагестана.
В декабре 1928 года был направлен на учёбу на Стрелково-тактические курсы «Выстрел», после окончания которых в сентябре 1929 года вернулся в полк, где исполнял должности начальника полковой школы и командира роты, а в декабре 1931 года был назначен на должность помощника начальника штаба 65-го стрелкового полка.
В декабре 1932 года был направлен на учёбу на разведывательные курсы в Москве, после окончания которых в марте 1933 года был назначен на должность начальника 2-й части штаба 22-й стрелковой дивизии. В сентябре 1937 года дивизия была передислоцирована на Дальний Восток и была включена в состав 1-й Отдельной Краснознамённой армии. В июне 1938 года был назначен на должность командира 64-го стрелкового полка в составе этой же дивизии, а в ноябре 1940 года — на должность командира 94-й стрелковой дивизии (36-я армия, Забайкальский военный округ).

### Великая Отечественная война
С началом войны полковник Самонов находился на прежней должности.
С февраля по март 1943 года работал в составе группы генерал-полковника М. П. Ковалёва, а в апреле того же года был назначен на должность начальника штаба 36-й армии (Забайкальский фронт), которая обороняла советскую государственную границу в Забайкалье. В 1943 года в течение двух месяцев был на стажировке на Брянском и Северо-Западном фронтах, где изучал опыт войны, а также принимал участие в боевых действиях во время двух операций. В августе того же года был назначен на должность командира 85-го стрелкового корпуса (17-я армия), который дислоцировался вдоль границы с Китаем и МНР, а в августе 1944 года был назначен на должность заместителя командующего 17-й армии.
Во время советско-японской войны Самонов в августе 1945 года принимал участие в боевых действиях в ходе Хингано-Мукденской наступательной операции, командуя правой колонной войск 17-й армии. За мужество, отвагу и воинское мастерство генерал-майор Никонор Иванович Самонов был награждён орденом Суворова 2 степени.

### Послевоенная карьера
После войны находился на прежней должности.
В августе 1946 года был назначен на должность заместителя командующего 34-й армии, а затем — на эту же должность в 36-й армии в составе Забайкальско-Амурского военного округа, а в январе 1947 года был назначен на должность помощника командующего 36-й армии.
В апреле 1948 года был направлен на учёбу на высшие академические курсы при Высшей военной академии имени К. Е. Ворошилова, после окончания которых с мая 1949 года исполнял должность помощника командующего Отдельной механизированной армией (Румыния), а в январе 1952 года был назначен на должность начальника кафедры военных дисциплин Харьковского медицинского института.
Генерал-майор Никонор Иванович Самонов в августе 1955 года вышел в запас. Умер 22 ноября 1972 года в Харькове.

## Награды
- Два ордена Ленина;
- Три ордена Красного Знамени;
- Орден Суворова 2 степени;
- Медали;
- Иностранные орден и медали.